# Parrocchie civili dell'East Sussex
Questa è una lista delle parrocchie civili dell'East Sussex, Inghilterra.

## Brighton and Hove
- Rottingdean

## Eastbourne
Nessuna

## Hastings
- Hollington

## Lewes
- Barcombe
- Beddingham
- Chailey
- Ditchling
- East Chiltington
- Falmer
- Firle
- Glynde
- Hamsey
- Iford
- Kingston near Lewes
- Lewes
- Newhaven
- Newick
- Peacehaven
- Piddinghoe
- Plumpton
- Ringmer
- Rodmell
- Seaford (1999)
- South Heighton
- Southease
- St Ann Without
- St John Without
- Streat
- Tarring Neville
- Telscombe
- Westmeston
- Wivelsfield

## Rother
- Ashburnham and Penhurst
- Battle
- Beckley
- Bodiam
- Brede
- Brightling
- Burwash
- Camber
- Catsfield
- Crowhurst
- Dallington
- East Guldeford
- Etchingham
- Ewhurst
- Fairlight
- Guestling
- Hurst Green
- Icklesham
- Iden
- Mountfield
- Northiam
- Peasmarsh
- Pett
- Playden
- Rye
- Rye Foreign
- Salehurst e Robertsbridge
- Sedlescombe
- Ticehurst
- Udimore
- Westfield
- Whatlington

## Wealden
- Alciston
- Alfriston
- Arlington
- Berwick
- Buxted
- Chalvington with Ripe
- Chiddingly
- Crowborough
- Cuckmere Valley
- Danehill
- East Dean and Friston
- East Hoathly with Halland
- Fletching
- Forest Row
- Framfield
- Frant
- Hadlow Down
- Hailsham
- Hartfield
- Heathfield and Waldron
- Hellingly
- Herstmonceux
- Hooe
- Horam
- Isfield
- Laughton
- Little Horsted
- Long Man
- Maresfield
- Mayfield and Five Ashes
- Ninfield
- Pevensey
- Polegate
- Rotherfield
- Selmeston
- Uckfield
- Wadhurst
- Warbleton
- Wartling
- Westham
- Willingdon and Jevington
- Withyham

## Fonti
- Office for National Statistics (ONS) - Liste geografiche, su statistics.gov.uk. URL consultato il 29 dicembre 2008 (archiviato dall'url originale il 5 febbraio 2005).